# František Pankrác
František Josef Pankrác, též Franz Pankraz nebo Pankráz (19. ledna 1810 Kralovice – 11. února 1875 Plzeň), byl rakouský a český advokát, podnikatel a politik působící na Plzeňsku, v 2. polovině 19. století poslanec Říšské rady.

## Biografie
Jeho otec byl kloboučníkem v Kralovicích. Měl pět dcer a jednoho syna. František Pankrác vystudoval gymnázium v Plzni, kde byl jeho spolužákem Johann Anton Starck. Byl etnickým Čechem původem z Kralovic, ale počátkem 80. let 19. století ho zpětně Národní listy hodnotily jako odrodilého Čecha, který v Plzni silně sloužil germanizačním zájmům. Rovněž publikace Dějiny Plzně z roku 1967 ho uvádí jako výrazný příklad odnárodňovacího procesu. Už během revoluce v roce 1848 agitoval Pankrác coby začínající právník v Německém Brodě ve prospěch voleb do Frankfurtského parlamentu, které přitom česká populace většinově ignorovala. Vyslovoval se pro rovnoprávnost němčiny a češtiny.
Po skončení studií převzal v roce 1849 po JUDr. Zlochovi advokátní kancelář. Byl členem správní rady Národní gardy a měšťanského pivovaru. V roce 1851 se uvádí jako právní zástupce města Plzně. Vymáhal tehdy pro město dlužné daně od venkovanů z bývalých poddanských vsí. Od roku 1850 zároveň byl členem obecního zastupitelstva. Od roku 1857 zasedal v představenstvu nově zřízené Plzeňské spořitelny.
Podnikal v uhelném průmyslu. Od kralovického rodáka a plzeňského kožešníka Dítěte koupil právo těžby uhlí v Nýřanech a rychle své podnikání dále rozšiřoval. Patřilo mu zde 64 kilometrů čtverečních plochy, tedy 12 % celé výměry celého západočeského uhelného revíru. Od doubraveckých sedláků koupil důl Anna. Později založil spolu se svými dcerami Pankrácké težařstvo, které rozšiřovalo těžbu v regionu a otevřelo doly Marta, Silvie, Aurelie a Marie v lokalitě dodnes nazývané Pankrác.
Od roku 1866 začal budoval důl Krimmich (pojmenován podle rodového statku F. Pankráce v Kralovicích) coby největší důlní dílo na Nýřansku (v roce 1924 ho dědicové prodali Škodovým závodům v Plzni). Další doly koupil od Pražské železářské společnosti. Největší z nich byl důl Lazarus, který měl nejkvalitnější uhlí, ale častý výskyt nebezpečného úniku metanu. V polovině 60. let byl největším podnikatelem v uhelném průmyslu v obvodu plzeňské obchodní a živnostenské komory. Jeho doly disponovaly vlastní železniční vlečkou.
Zasadil se též o rozvoj Konstantinových Lázní. Roku 1872 koupila budoucí Konstantinovy Lázně plzeňská společnost pod vedením JUDr. Pankraze od Konstantina z Löwensteinů, dříve Nová Ves-lázně. Společnost tam zřídila kolonádu, dala roku 1873 postavit novou lázeňskou dvouposchoďovou budovu (Curhaus, dnes dům Prusík) a založila lázeňský park. Na příjezdu k hlavní lázeňské budově nechala jeho žena Sophia okolo roku 1890 vybudovat mariánskou kapli.
V zemských volbách v roce 1861 usedl na Český zemský sněm za kurii městskou, obvod Plzeň. Uvádí se jako zemský advokát. Oficiálně se nepřihlásil k žádnému politickému či národnostnímu táboru, ale provídeňské kruhy jeho volbu přivítaly. 6. dubna 1861 se pak Pankrác nepřidal k protestu českých poslanců proti prozatímnímu volebnímu a jednacímu řádu sněmu, čímž se vymezil proti české národní reprezentaci. Policie v Plzni následně získala informace, že po návratu z Prahy bude Pankrác vystaven posměšným demonstracím a přijala opatření pro zamezení těmto aktivitám. V roce 1864 Pankrác na sněmu odmítl návrh, aby plzeňské gymnázium bylo definováno jako s českým vyučovacím jazykem.
Zemský sněm ho delegoval i do Říšské rady (tehdy ještě volené nepřímo) za kurii městskou, obvod Plzeň. 13. prosince 1864 složil slib.
Nadále byl aktivní v komunální politice jako člen obecního zastupitelstva v Plzni. Udržel se zde i po komunálních volbách v roce 1861, kdy se nově dostal i do obecního výboru (městské rady). Do zastupitelstva se nedostal ve volbách v roce 1864, v nichž posílila česká strana. Ani po zpochybnění a následném opakování voleb nebyl úspěšný. Zvolen byl v komunálních volbách v roce 1868, kdy ale opět podával četné právní stížnosti proti jejich průběhu.
Zemřel v roce 1875 a byl pohřben na Mikulášském hřbitově v Plzni. Po jeho smrti zůstal ve vedení Konstantinových Lázní syn Ottmar a po odborné stránce jeho zeť MUDr. Eduard Lenz, jenž se roku 1905 stal majitelem lázní. Jedna z dcer Josefine Anna se vdala za známého plzeňského advokáta JUDr. Josefa Starcka.